# Таоуил, Мехди
Мехди Таоуил (араб. مهدي طويل‎; родился 20 мая 1983 года в Вильнёв-Сен-Жорже, Франция) — марокканский футболист, атакующий полузащитник и сборной Марокко. Участник Олимпийских игр в Афинах.
Мехди родился во Франции в семье марокканки и алжирца.

## Клубная карьера

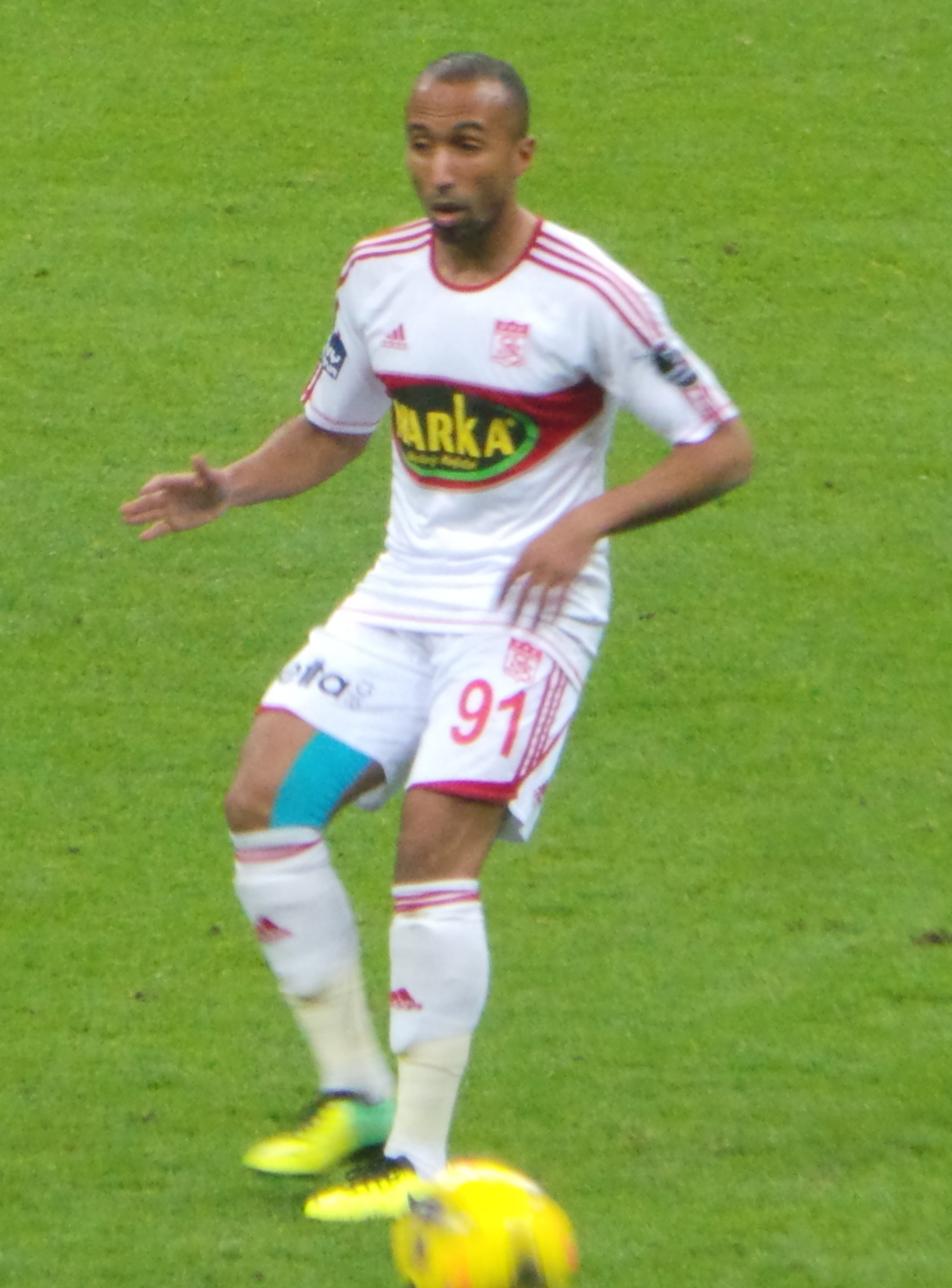
Таоуил в составе «Сивасспора»

Мехди начал карьеру выступая за клубы «Нанси» и немецкий «Нюрнберг». Он не смог выиграть конкуренцию и за четыре сезона вышел на поле считанное число раз. В 2005 году Таоуил подписал контракт на два года с командой Лиги 2 «Монпелье». По окончании соглашения клуб не стал его продлевать и Мехди на правах свободного агента перешёл в шотландский «Килмарнок». Контракт был подписан сроком на год. В матче против «Мотеруэлла» он дебютировал в шотландской Премьер лиге, и несмотря на проигрыш был признан фанатами команды лучшим футболистом противостояния. 26 декабря в поединке против «Хиберниана» Таоуил забил свой первый гол за «Килмарнок». По окончании сезона в услугах Мехди был заинтересован «Харт оф Мидлотиан», но Таоуил продлил контракт на три года. Летом того же года Килмарнок покинул Гари Уэльс и Мехди взял себе освободившийся «10» номер. За команду Таоуил провёл более 100 матчей покинул клуб.
Летом 2011 года на правах свободного агента Мехди перешёл в «Харт оф Мидлотиан». Контракт был подписан сроком на три года. 23 июля в матче против «Рейнджерс» он дебютировал за новую команду. 3 декабря в поединке против «Сент-Джонстона» Таоуил забил свой первый гол за «сердца».
Летом 2013 года Мехди был на просмотре в американском «Сан-Хосе Эртквейкс» и даже сыграл один матч за резервную команду, но контракт не был подписан. В августе Таоуил подписал соглашение с турецким «Сивасспором». 25 августа в поединке против «Коньяспора» он дебютировал в турецкой Суперлиге.

## Международная карьера
В 2004 году Мехди в составе сборной Марокко принял участие в Олимпийских играх в Афинах. На турнире он сыграл в матчах против сборных Португалии, Ирака и Коста-Рики.